# والتر ألفا
والتر ألفا (بالإسبانية: Walter Alva Alva)(ولد في 28 يونيو 1951)، اسمه الكامل هو والتر ألفا ألفا. هو عالم آثار من بيرو، تخصص في دراسة حضارة الموتشي التي قامت قبل التاريخ وأيضًا في التنقيب عن آثارها. ويشتهر ألفا لاكتشافين مهمين وهما اكتشاف مقبرة ملك سيبان وأيضًا مقابر الأشخاص المرتبطة به، و ذلك في عامي 1987 و2007.

## نشأته وتعليمه
ولد ألفا في 28 يونيو 1951 في مقاطعة كونتوماثا (Contumazá Province). وحصل على البكالريوس في علم الآثار، وقام بتحضير بدراسات عليا في نفس المجال.

## حياته العملية
عمل ألفا في متحف برنينج أركيولوجيكال ميوزيم (بالإنجليزية: Bruning Archeological Museum) في مدينة لامباييكه (Lambayeque) في بيرو. وترقى إلى أن أصبح مدير المتحف.

## أهم اكتشافاته

### ملك سيبان
في عام 1987، استدعت قوات الشرطة ألفا للتحقيق في أمر موقع أثري في سيبان قد سلبه سارقي المقابر من آثاره الفنية. وعلى الرغم من مرضه بالالتهاب الشّعبيّ الحادّ، إلا أنه قام بالرحلة. كان اللصوص قد اكتشفوا حجرة تحت الأرض حيث دُفن ملك، وامتلئت الحجرة بالجواهر والذهب. فطن ألفا إلى أن ذلك اكتشاف هام. وكان ألفا يقوم بأغلب تنقيباته الأثرية دون تأخير، لأنه كان يخشى أن يعود اللصوص ويقوموا بالمزيد من الأعمال التخريبية. ولذا، بدأ ألفا التنقيب دون أي مصدر تمويل أو دعم من قوات الشرطة التابعة لها تلك المنطقة، بل أنه قام بعمله بعدما ازدادت الأمور سوء بسبب مقتل أحد أهم اللصوص على يد الشرطة.
وبعد التعمق في التنقيب، وجد ألفا، وسط أشياء آخرى، جثمان ملك موتشي لم يصيبه ضرر. ومن ثم أصبح في إمكان ألفا ومن معه من الباحثين أن يقطعوا بأن الجواتا راخادا (Huaca Rajada) ، وهي مجموعة من ثلاث أهرامات اعتقد الباحثون في الماضي أنها تنتمي لحضارة التشيمو التي تلت حضارة الموتشي، تنتمي لحضارة الموتشي. وقد وصفت الجمعية الجغرافية الوطنية هذه المقبرة بأنها أغنى المقابر التي عُثر عليها كاملة في ويسترن هيميسفير والتي تنتمي لفترة العصر ما قبل الكولومبي.
وفي أغلب هذه الفترة كان ألفا مدير متحف برنينج أركيولوجيكال ميوزيم (بالإنجليزية: Bruning Archeological Museum) في مدينة لامباييكه (Lambayeque) في بيرو.

### اللوحات الجدارية في فينتارون
وفي عام 2007، اكتشف ألفا لوحات جدارية في معبد عمره 4000 سنة في بيرو في فينتارون. وتُعد هذه الجداريات ،التي يظهر بها غزالة عالقة في شبكة، من أقدم الجداريات في الأمريكتين. وقد استطاع ألفا تحديد عمر هذه الجداريات بواسطة عملية التأريخ بالكربون المشع. و لم تكن المواد المستعملة في بناء المعبد بدائية. وبناء على ذلك، استطاع ألفا أن يبرهن أن تلك الحضارة قد امتدت إلى أبعد مما شاع في الماضي. وعمل ألفا مع ابنه برونو، الذي امتهن علم الأثار أيضًا، في التنقيب بحثًا عن المزيد من آثار تلك الحضارة.

## إنجازاته وأوسمته
- في عام 1990، مُنح ألفاوسام شمس بيرو (orden del Sol del Peru).[2]